# Arevashat (Hadrut)
Arevashat (in armeno Արևաշատ?) o Dolanlar (in azero Dolanlar) è una comunità rurale del distretto di Xocavənd in Azerbaigian, facente parte fino al 2020 della regione di Hadrowt' nella repubblica dell'Artsakh (fino al 2017 denominata repubblica del Nagorno Karabakh) situata su un altopiano in una zona montuosa e isolata.
Secondo il censimento 2005 contava poco meno di duecento abitanti.

## Monumenti e luoghi d'interesse
I siti del patrimonio storico nel villaggio e nei suoi dintorni includono la chiesa di Hangats Yeghtsi del IX-X secolo (armeno: Հանգած եղցի), un cimitero del IX-X secolo, un cimitero tra il IX e il XV secolo e una khachkar del XII-XIII secolo.